# Петит, Джон Эдвард
Джон Эдвард Петит (англ. John Edward Petit, 22 июня 1895, Лондон — 2 июня 1973, Суонси) — католический прелат, епископ Меневии.

## Биография
Джон Эдвард Петит родился 22 июня 1895 года в Лондоне, Великобритания. 9 мая 1918 года был рукоположён в священника.
8 февраля 1947 года Римский папа Пий XII назначил Джона Эдварда Петита епископом Меневии. 25 марта 1947 года Джон Эдвард Петит был рукоположён в епископа.
Джон Эдвард Петит участвовал в работе I, II, III, IV сессиях Второго Ватиканского собора.
16 июня 1972 года вышел на пенсию.
Умер 2 июня 1973 года.